# Шестак, Юрий Сергеевич
Ю́рий Серге́евич Шеста́к (род. 26 апреля 1993, Харьков) — украинский боксёр, представитель легчайшей и лёгкой весовых категорий. Выступает за сборную Украины по боксу начиная с 2012 года, мастер спорта Украины международного класса, чемпион Европы (2017), бронзовый призёр чемпионата Европы (2022), двукратный чемпион национального первенства, победитель и призёр турниров международного значения в любителях. На соревнованиях представляет Харьковскую область.

## Биография
Юрий Шестак родился 26 апреля 1993 года в городе Харькове.
Впервые заявил о себе в 2009 году, когда выиграл серебряную медаль на Кубке президента Гейдара Алиева в Азербайджане и выступил на чемпионате мира среди юниоров в Армении. Год спустя взял бронзу на международном молодёжном турнире в Бердичеве.
На чемпионате Украины 2012 года в Донецке стал бронзовым призёром в зачёте легчайшей весовой категории. В следующем сезоне на аналогичных соревнованиях в Ивано-Франковске одолел всех своих соперников по турнирной сетке и завоевал золото.
В 2014 году одержал победу на международном турнире «Золотой пояс» в Румынии, получил награду бронзового достоинства на Открытом чемпионате Китая, выступил на международном турнире «Странджа» в Болгарии.
На чемпионате Украины 2015 года Шестак занял третье место. Боксировал на Европейских играх в Баку, но попасть здесь в число призёров не смог, выбыл из борьбы за медали уже на предварительном этапе. При этом на «Страндже» в этот раз стал бронзовым призёром, уступив в полуфинале представителю Узбекистана Муроджону Ахмадалиеву.
В 2016 году поднялся в лёгкую весовую категорию и во второй раз завоевал золото украинского национального первенства. Также взял бронзу на «Золотом поясе», выступил на мемориале Виктора Усова в Белоруссии.
Наибольшего успеха в своей спортивной карьере добился в сезоне 2017 года, когда вошёл в основной состав украинской национальной сборной и выступил на домашнем чемпионате Европы в Харькове, где одолел всех оппонентов, в том числе в финале взял верх над россиянином Габилом Мамедовым, и завоевал золотую медаль. За это выдающееся достижение награждён орденом «За заслуги» III степени. Побывал также и на чемпионате мира в Гамбурге, но здесь добрался лишь до стадии четвертьфиналов, проиграв представителю Франции Софьяну Умиа.